# Ловкис, Зенон Валентинович
Зенон Валентинович Ловкис (род. 5 октября 1946 года) — советский и белорусский учёный в области механизации сельского хозяйства, доктор технических наук (1990), профессор (1991), действительный член Национальной академии наук Беларуси (2021), заслуженный деятель науки Беларуси (2013).

## Биография
Родился 5 октября 1946 года в д. Можейки Поставского района Молодечненской области в крестьянской семье.
Окончил Яревскую восьмилетнюю школу (1961), Городокский техникум механизации и электрификации сельского хозяйства (1966), Московский институт инженеров сельскохозяйственного производства им. В. П. Горячкина (1971) и его аспирантуру (1974). Работал там же: ассистент, старший преподаватель, доцент. В 1975 г. защитил кандидатскую диссертацию.
- 1981—1989 — доцент, заведующий кафедрой теории механизмов и машин Белорусского института механизации сельского хозяйства.
- 1989—1997 — заведующий кафедрой гидравлики и гидравлических машин Белорусского государственного аграрного технического университета.
- 1997—1999 — начальник главного управления образования и кадров Министерства сельского хозяйства и продовольствия Республики Беларусь.
- 1999—2000 — профессор Белорусской государственной политехнической академии.
- 2000—2001 — начальник Главного управления науки, образования, стандартизации и кадров концерна «Белгоспищепром».
- 2001—2006 — генеральный директор Республиканского унитарного предприятия «Белорусский научно-исследовательский и проектно-конструкторский институт пищевых продуктов».
- 2006-по настоящее время — генеральный директор Республиканского унитарного предприятия «Научно-практический центр Национальной академии наук Беларуси по продовольствию».

Доктор технических наук (1990, тема диссертации «Интенсификация технологических процессов возделывания картофеля активными рабочими органами»), профессор (1991), действительный член Национальной академии наук Беларуси (2021), заслуженный деятель науки Беларуси (2013). Иностранный член РАСХН (2010), РАН (2014) и Академии наук Латвии (2017).
Автор научных работ по сельскохозяйственным машинам, процессам и аппаратам пищеперерабатывающей промышленности, технологиям производства и переработки картофеля.
Книги:
- Гидроприводы сельскохозяйственной техники : конструкция и расчет / З. В. Ловкис. — М. : Агропромиздат, 1990. — 238 с. — ISBN 5-10-000790-7 : 3.30 р.
- Гидроприводы сельскохозяйственных машин / З. В. Ловкис. — Минск : Ураджай, 1986. — 215 с. — 0.50 р.
- Технология крахмала и крахмалопродуктов : учебное пособие для студентов специальности «Технология хранения и переработки пищевого растительного сырья» учреждений, обеспечивающих получение высшего образования / З. В. Ловкис, В. В. Литвяк, Н. Н. Петюшев ; Республиканское унитарное предприятие «Научно-практический центр Национальной академии наук Беларуси по продовольствию».